# دو ۱۰۰ متر

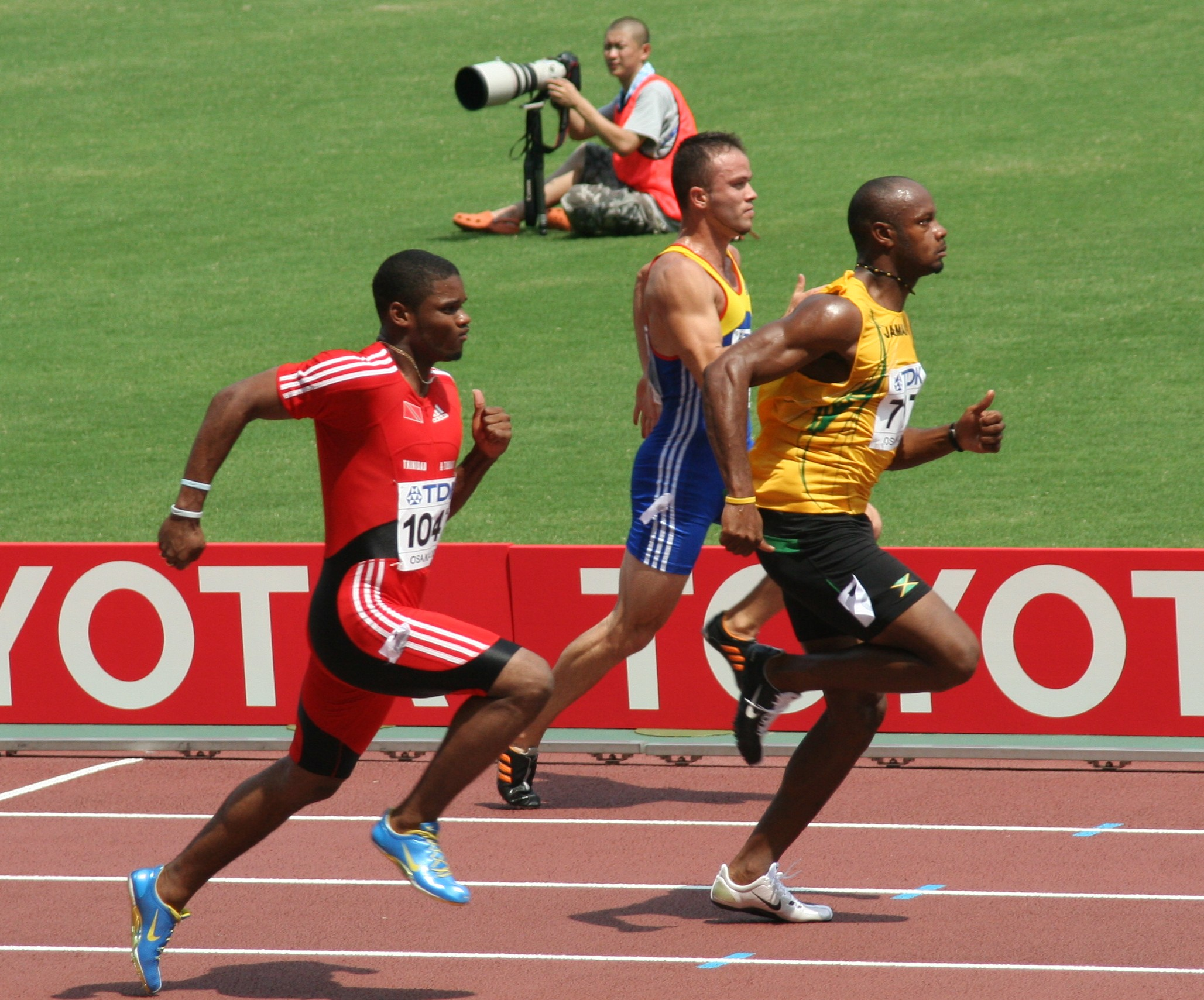
آسافا پاول رکورددار سابق دو صد متر

دو ۱۰۰ متر یکی از رشته‌های دو و میدانی است که در آن دوندگان بایستی مسافت صد متر را در کوتاه‌ترین زمان ممکن بدوند. این رشتهٔ ورزشی، یعنی دویدن در کوتاه‌ترین فاصله، یکی از محبوب‌ترین و معتبرترین رشته‌های دو و میدانی است.
این رشته، از بازی‌های المپیک تابستانی ۱۸۹۶ (۱۹۲۸ برای زنان) در برنامهٔ المپیک قرار داشته‌است. در حال حاضر، رکورد المپیک دو ۱۰۰ متر مردان با زمان ۹٫۶۳ ثانیه در اختیار اوسین بولت است و رکورد جهانی این رشته هم با زمان ۹٫۵۸ ثانیه در اختیار خود اوست. رکورد جهان و المپیک دو ۱۰۰ متر زنان هم به فلورنس گریفیت-جوینر آمریکایی با زمان ۱۰٫۴۹ ثانیه تعلق دارد.سو بینگ تیان دونده چینی بازمان9ثانیه و83صدم ثانیه سریعترین مردآسیااست مارسل جاکوبز ایتالیایی ودارنده مدال طلاالمپک2020 با9ثانیه 80صدم ثانیه سریعترین مرداروپاست 
یکی از معروف‌ترین دارندگان مدال طلا در دو ۱۰۰ متر جسی اُوِنز، دوندهٔ سیاه‌پوست آمریکایی است که با قهرمانی در بازی‌های ۱۹۳۶ برلین تبلیغات نژادپرستانهٔ نازی‌ها را به چالش کشید. درصورتی‌که باد موافق با سرعتی بیش از ۲٫۱ متر بر ثانیه بوزد، رکورد ثبت‌شده به‌حساب نخواهد آمد.

## سریع‌ترین دوندگان دو ۱۰۰ متر
اکثریتِ قریب‌به‌اتفاق دوندگان نخبهٔ دو سرعت، اصلیت غرب آفریقایی دارند این وضعیت در دو ۱۰۰ متر بسیار برجسته است. از سال ۱۹۶۸ تاکنون (۲۰۱۴)، ۹۳ دونده موفق شده‌اند ۱۰۰ متر را در مسابقات رسمی در زمان زیرِ ۱۰ ثانیه طی کنند که از این میان اصلیتِ تنها چهار نفر از آنها به غرب آفریقا نمی‌رسد و بقیهٔ ۸۹ نفر همگی تباری از این منطقه دارند. فرانکی فردریکس نامیبیایی نخستین انسان با اصلیت غیرغرب‌آفریقایی بود که در سال ۱۹۹۱ موفق شد ۱۰۰ متر را زیر ۱۰ ثانیه طی کند. در سال ۲۰۰۳ پاتریک جانسون (دورگهٔ ایرلندی و بومی استرالیایی) نخستین دوندهٔ غیر آفریقایی بود که زمان زیر ۱۰ ثانیه را برای ۱۰۰ متر به‌جا گذاشت و گابریل اموموره زیمبابوه‌ای و کریستوفر لمیتر سفیدپوست فرانسوی هم دو نفر دیگر هستند. البته کوجی ایتو ژاپنی و ژانگ پیمنگ چینی زمان‌های دقیقاً ۱۰ثانیه‌ای را ثبت کرده‌اند و ماریان ورونین لهستانی هم یک رکورد غیررسمی ۹٫۹۹۲ به‌جا گذاشته‌است.

### مردان

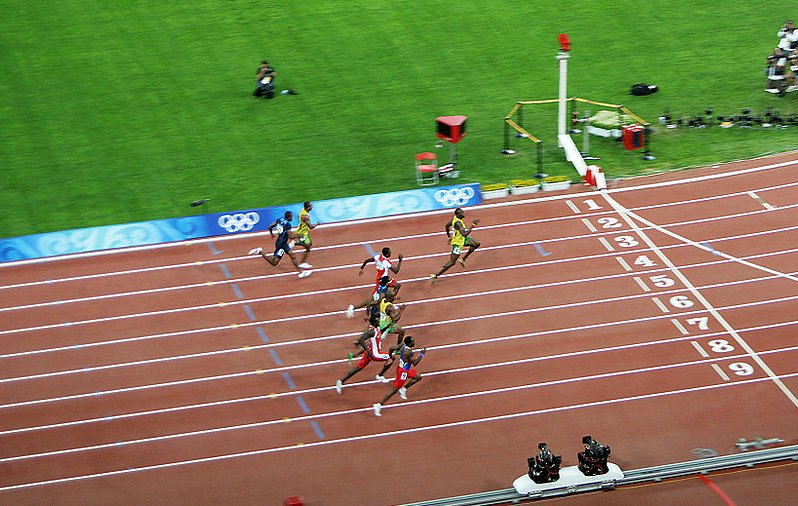
اوسین بولت درحال شکستن رکورد جهان و المپیک در المپیک ۲۰۰۸ پکن

بروزرسانی ۵ آگوست ۲۰۲۴
| رتبه | سریعترین زمان | باد (م/ث) | ورزشکار        | کشور                | تاریخ           | مکان              |
| ---- | ------------- | --------- | -------------- | ------------------- | --------------- | ----------------- |
| ۱    | ۹٫۵۸          | +۰٫۹      | اوسین بولت     | جامائیکا            | ۱۶ اوت ۲۰۰۹     | برلین             |
| ۲    | ۹٫۶۹          | +۲٫۰      | تایسون گی      | ایالات متحده آمریکا | ۲۰ سپتامبر ۲۰۰۹ | شانگهای           |
| ۲    | ۹٫۶۹          | -۰٫۱      | یوهان بلیک     | جامائیکا            | ۲۹ ژوئن ۲۰۱۲    | لوزان             |
| ۴    | ۹٫۷۲          | +۰٫۲      | آسافا پاول     | جامائیکا            | ۲ سپتامبر ۲۰۰۸  | لوزان             |
| ۵    | ۹٫۷۴          | +۰٫۹      | جاستین گاتلین  | ایالات متحده آمریکا | ۱۵ می ۲۰۱۵      | دوحه              |
| ۶    | ۹٫۷۶          | +۰٫۶      | کریستین کولمن  | ایالات متحده آمریکا | ۲۸ سپتامبر ۲۰۱۹ | دوحه              |
| ۷    | ۹٫۷۸          | +۰/۵      | نوا لایلز      | ایالات متحده آمریکا | ۵ آگوست ۲۰۲۴    | پاریس             |
| ۷    | ۹٫۷۸          | +۰٫۹      | نستا کارتر     | جامائیکا            | ۳۹ اوت ۲۰۱۰     | ریتی              |
| ۷    | ۹٫۷۸          | +۰٫۹      | کیشان تامپسون  | جامائیکا            | ۵ آگوست ۲۰۲۴    | پاریس             |
| ۸    | ۹٫۷۹          | +۰٫۱      | موریس گرین     | ایالات متحده آمریکا | ۱۶ ژوئن ۱۹۹۹    | آتن               |
| ۹    | ۹٫۸۰          | +۰/۱      | مارسل جیکوبز   | ایتالیا             | ۳۱ جولای ۲۰۲۱   | توکیو             |
| ۹    | ۹٫۸۰          | +۱٫۳      | استیو مولینگز  | جامائیکا            | ۴ ژوئن ۲۰۱۱     | یوجین             |
| ۱۰   | ۹/۸۱          |           | فرد کرلی       | ایالات متحده آمریکا | ۵ آگوست ۲۰۲۴    | پاریس             |
| ۱۱   | ۹٫۸۲          | +۱٫۷      | ریچارد تامپسون | ترینیداد و توباگو   | ۲۱ ژوئن ۲۰۱۴    | ترینیداد و توباگو |
| ۱۲   | ۹٫۸۴          | +۰٫۷      | دانوون بیلی    | کانادا              | ۲۷ ژوئیه ۱۹۹۶   | آتلانتا           |
| ۱۲   | ۹٫۸۴          | +۰٫۲      | برونی سورین    | کانادا              | ۲۲ اوت ۱۹۹۹     | سبیا              |

### زنان
بروزرسانی ۲۹ ژوئن ۲۰۱۲
| رتبه | سریعترین زمان (s) | باد (m/s) | ورزشکار             | ملیت                | تاریخ           | مکان          |
| ---- | ----------------- | --------- | ------------------- | ------------------- | --------------- | ------------- |
| ۱    | ۱۰٫۴۹             | ۰٫۰       | فلورنس گریفیت-جوینر | ایالات متحده آمریکا | ۱۶ ژوئیه ۱۹۸۸   | ایندیاناپولیس |
| ۲    | ۱۰٫۶۴             | +۱٫۲      | کارملیتا جتر        | ایالات متحده آمریکا | ۲۰ سپتامبر ۲۰۰۹ | شانگهای       |
| ۳    | ۱۰٫۶۵ [A]         | +۱٫۱      | ماریون جونز         | ایالات متحده آمریکا | ۱۲ سپتامبر ۲۰۰۹ | ژوهانسبورگ    |
| ۴    | ۱۰٫۷۰             | +۰٫۶      | شلی-آن فریزر-پرایس  | جامائیکا            | ۲۹ ژوئن ۲۰۱۲    | کینگستون      |
| ۵    | ۱۰٫۷۳             | +۲٫۰      | کریستین آرون        | فرانسه              | ۱۹ اوت ۱۹۹۸     | بوداپست       |
| ۶    | ۱۰٫۷۴             | +۱٫۳      | مرلین اوتی          | جامائیکا            | ۷ سپتامبر ۱۹۹۶  | میلان         |
| ۷    | ۱۰٫۷۵             | +۰٫۴      | کرون استوارت        | جامائیکا            | ۱۰ ژوئیه ۲۰۰۹   | رم            |
| ۸    | ۱۰٫۷۶             | +۱٫۷      | اولین اشفورد        | ایالات متحده آمریکا | ۲۲ اوت ۱۹۸۴     | زوریخ         |
| ۸    | ۱۰٫۷۶             | +۱٫۱      | ورونیکا کمپبل-براون | جامائیکا            | ۳۱ می ۲۰۱۱      | استراوا       |
| ۹    | ۱۰٫۷۷             | +۰٫۹      | ایرینا پریوالووا    | روسیه               | ۶ ژوئیه ۱۹۹۴    | لوزان         |
| ۹    | ۱۰٫۷۷             | +۰٫۷      | ایوت لالووا         | بلغارستان           | ۱۹ ژوئن ۲۰۰۴    | پلوودیو       |